# Salam (Mali)
Salam is een gemeente (commune) in de regio Timboektoe in Mali. De gemeente telt 21.500 inwoners (2009).
Eén van de 35 lokaliteiten is Araouane.